# Ghiacciaio Judith
Il ghiacciaio Judith è un ghiacciaio lungo circa 17 km situato nella regione meridionale della Terra di Oates, nell'Antartide orientale. Il ghiacciaio, il cui punto più alto si trova a circa 1400 m s.l.m., si trova sulla costa di Shackleton e ha origine dal versante nord-orientale dell'altopiano di Kent, a sud-est del monte Tautara, nella parte settentrionale dei monti Churchill, da cui fluisce dapprima verso nord-est per poi svoltare verso nord e unire il proprio flusso a quello del ghiacciaio Byrd.

## Storia
Il ghiacciaio Judith è stato mappato da membri dello United States Geological Survey (USGS) grazie a fotografie aeree scattate dalla marina militare statunitense (USN) nel periodo 1960-62, e così battezzato dal Comitato consultivo dei nomi antartici in onore del comandante Joseph H. Judith, della USN, ufficiale in comando della USS Edisto durante l'operazione Deep Freeze del 1964.